# 誕生の塩工房

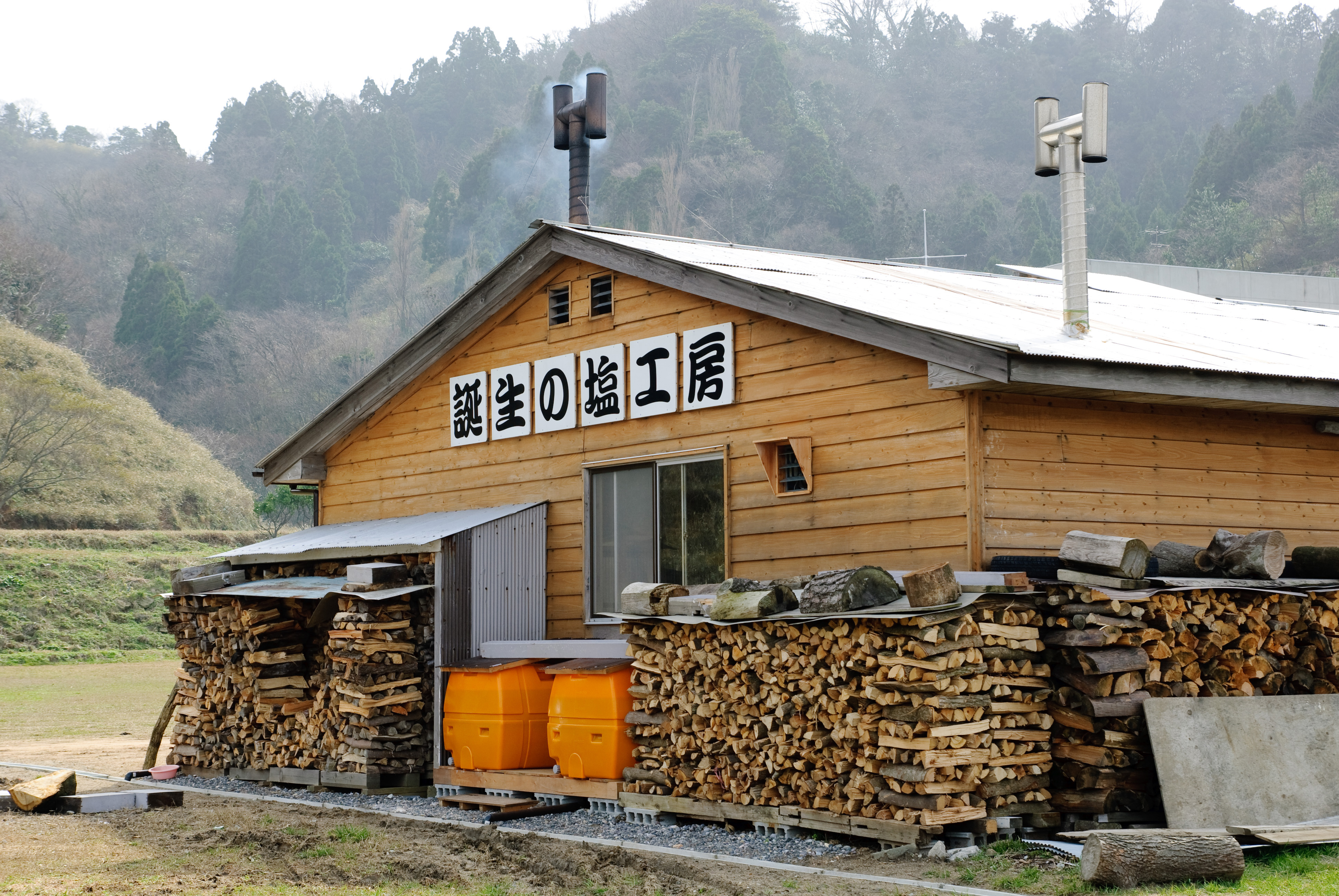
誕生の塩工房

誕生の塩工房（たんじょうのしおこうぼう）は兵庫県豊岡市竹野町の竹野浜にある海水から塩づくりを体験できる施設。2008年に観光協会が市の助成を受けて開設、年1500キロの生産能力を持つ塩釜を備える。

## 概要
竹野町では室町時代や江戸時代に塩を作っていた記録が残っており、これを地域が推進する体験型環境旅行「たけのスタイル」の一環として観光協会の関係者と豊岡市の助成を受け、2008年2月に設置、運営されている。
主に5人以上の団体客を対象にした施設で、竹野浜の海水を用いた塩作りを体験できる。2010年3月には新たに2基目の塩釜が完成し、生産能力が飛躍的に向上した。
竹野浜は山陰海岸国立公園の区域内にあって、日本の渚100選、日本の水浴場55選、日本の水浴場88選、快水浴場百選などに選ばれた関西を代表する海水浴場として知られている。

## 施設概要
- 塩炊釜
- 自家製のろ過機

## 沿革
- 2008年（平成20年）2月22日 - たけのスタイル推進協議会発足（北前館）
- 2008年（平成20年）2月23日 - 開設
- 2009年（平成21年）11月 - JENESYS（21世紀東アジア青少年大交流計画）が訪問
- 2010年（平成22年）3月5日 - 2基目の塩釜が完成

## 所在地・交通アクセス
- 兵庫県豊岡市竹野町竹野
- JR西日本・山陰本線 竹野駅 徒歩20分
- JR西日本・山陰本線 豊岡駅・竹野駅から全但バスまたは豊岡市営バス「イナカー」で「竹野浜」バス停下車

## 周辺情報
- 北前館
- 竹野浜
- 弁天浜
- はさかり岩
- 淀の洞門